# 시간의 문제
이론물리학에서 시간의 문제(영어: Problem of time)는 양자역학이 시간의 흐름을 보편적이고 절대적인 것으로 여기는 반면, 일반 상대성이론은 시간의 흐름을 가변적이고 상대적인 것으로 본다는 점에서 생기는 일반 상대성이론과 양자역학 사이의 개념적 충돌이다. 이 문제는 물리적 의미에서 시간이 실제로 무엇인지, 그리고 그것이 진정으로 실제적이고 뚜렷한 현상인지에 대한 질문을 제기한다. 그것은 또한 미시적 수준에서 알려진 물리 법칙이 단일 방향을 필요로 하지 않는다는 사실에도 불구하고 왜 시간이 단일 방향으로 흐르는 것처럼 보이는지에 대해 관련된 질문을 포함한다. 거시적 물리 계의 경우 시간의 방향성은 열역학 제2법칙과 같은 제일원리와 직접적으로 연결된다.

## 양자역학에서의 시간
고전역학에서 시간은 물리 계 자체의 외부에 있는 고전적인 배경 매개변수로 취급된다는 의미에서 시간에 특별한 지위가 부여된다. 이 특별한 역할은 양자 역학의 표준적 형식화에서 볼 수 있다. 그것은 잘 정의된 값을 가진 선험적으로 주어진 고전적 배경의 일부로 간주된다. 사실, 시간에 대한 고전적 취급은 양자 역학의 코펜하겐 해석과 깊이 얽혀있으며, 따라서 양자 이론의 개념적 토대와도 얽혀 있다.
특수 상대성이론은 시간 개념을 수정했다. 그러나 고정된 로런츠 관찰자의 관점에서 보면 시간은 구별되고 절대적이고 외부적이며 전역적인 매개변수로 남아 있다. 시간에 대한 뉴턴의 개념은 본질적으로 시공간 구조에 숨겨진 특수 상대론적 물리 계로 이어진다.

## 일반 상대성이론에서 절대시간의 전복
고전적으로 시공간은 절대적인 배경인 것처럼 보이지만, 일반 상대성이론은 시공간이 실제로 역학적이라는 것을 보여준다. 중력은 시공간 기하학의 표현이다. 물질은 시공간에 반응한다.
시공간은 물질에게 어떻게 움직여야 하는지 말하고 물질은 시공간에게 어떻게 구부러져야 하는지 말한다.— 존 아치볼드 휠러, Geons, Black Holes, and Quantum Foam, p. 235

또한 시공간은 그 자체와 상호 작용할 수 있다(예: 중력파). 시공간의 역학적 특성은 다양한 결과를 가져온다.
구멍 인수를 통한 시공간의 역학적 특성은 이론이 미분동형사상 불변임을 의미한다. 제약 조건은 4차원 이론의 미분동형사상 불변성에 대한 표준 이론의 각인이다. 그들은 또한 해밀토니언이 0(동일하게 사라지기)이기 때문에 이론의 역학을 포함한다. 양자 이론에는 명시적인 역학이 없다. 파동 함수는 제약 조건에 의해 소멸되고 디랙 관측가능량들은 제약 조건과 교환하므로 운동의 상수이다. Kuchar는 "perennials"라는 아이디어를, 카를로 로벨리는 "partial observables"라는 아이디어를 도입했다. 물리적 상황에서 이 이론들의 일부 변수는, 다른 변수가 진화하고 관계형 방식으로 역학을 정의하는 것과 관련하여 "시간"의 역할을 할 것이라는 기대가 있다. 이것은 어려움에 부딪히며 표준 양자화에서 "시간 문제"의 버전이다.

## 시간의 문제에 대한 제안된 해
시간의 양자 개념은 양자 중력에 대한 초기 연구, 특히 1960년대 브라이스 디윗의 연구에서 처음 등장했다.
"다른 시간들은 그저 다른 우주들의 특별한 경우일 뿐이다."

즉, 시간은 일종의 얽힘 현상으로, 모든 동일한 시계 판독값(정확하게 준비된 시계 또는 시계로 사용할 수 있는 모든 개체)을 동일한 기록에 배치한다. 이것은 1983년 물리학자 돈 페이지와 윌리엄 우터스에 의해 처음 이해되었다. 그들은 조건부 확률 해석이라고 하는, 일반 상대성이론과 같은 물리 계에서 시간 문제를 해결하기 위한 제안을 했다. 그것은 모든 변수를 양자 연산자로 승격하고, 그 중 하나는 시계로 승격하고, 다른 변수와 관련하여 조건부 확률 질문을 하는 것으로 구성된다. 그들은 얽힘의 양자 현상에 기반한 해결책에 도달했다. 페이지와 우터스는 양자 얽힘을 사용하여 시간을 측정하는 방법을 보여주었다.
2013년, 이탈리아 토리노에 있는 이탈리아 국립 도량형 연구소(Istituto Nazionale di Ricerca Metrologica, INRIM)에서 예카테리나 모레바는 조르지오 브리다, 마르코 그라메냐, 비토리오 지오반네티, 로렌초 맥콘느 및 마르코 게노베세와 함께 페이지와 우터스의 아이디어에 대한 첫 번째 실험을 수행했다. 그들은 휠러-디윗 방정식이 예측하는 것처럼 시간이 내부 관찰자에게는 창발적인 현상이지만 우주의 외부 관찰자에게는 존재하지 않는다는 것을 확인했다.
호르헤 풀린과 로돌포 감비니가 개발한 일관된 이산화 접근법에는 제약 조건이 없다. 이 접근법은 양자 중력에 대한 격자 근사 기법이다. 정준 접근 방식에서 제약 조건과 운동 방정식을 이산화하면 결과적으로 이산 방정식이 일치하지 않는다. 즉, 동시에 풀 수 없다. 이 문제를 해결하기 위해 이론의 작용을 이산화하고 이산 운동 방정식으로 작업하는 기법을 사용한다. 이러면 일관성이 자동으로 보장된다. 양자 중력에 대한 대부분의 어려운 개념적 질문은 이론의 제약 조건과 관련이 있다. 일관된 이산화 이론은 이러한 개념적 문제가 없으며, 직접 양자화할 수 있어 시간 문제에 대한 해를 제공한다. 제약 조건이 없고 "일반적인 진화"가 있지만 후자는 물리적으로 접근 할 수 없는 개별 매개 변수의 관점에서만 가능하다. 탈출구는 페이지-우터스 접근 방식과 유사한 방식으로 해결된다. 아이디어는 시계가 될 물리적 변수 중 하나를 선택하고 관계형 질문을 하는 것이다. 시계까지 양자 역학적인 이러한 아이디어는 실제로 양자 역학의 새로운 해석, 즉 양자 역학의 몬테비데오 해석으로 이어졌다. 이 새로운 해석은 양자역학에서 측정하는 과정에서 시계의 양자 역학적 특성으로 인한 근본적인 한계를 불러일으킴으로써 양자역학에서 측정의 문제에 대한 해결책으로 결맞음을 사용하는 문제를 해결한다. 이러한 제한은 시계가 물리 계 자체의 자유도 중 하나로 간주되어야 하는 양자 중력과 같은 일반적으로 공변 이론의 맥락에서 아주 자연스럽다. 그들은 또한 블랙홀 정보 역설을 해결하는 방법으로 이 근본적인 결맞음 현상을 제시했다. 특정 상황에서 물질 필드는 이론을 매개변수화하지 않고 물리적 해밀토니언을 도입하는 데 사용된다. 이는 제약 조건이 아닌 물리적 시간 변화를 생성한다.
축소된 페이즈 공간 양자화 제약 조건을 먼저 해결한 다음 양자화 하는 접근 방식은 먼저 아인슈타인 방정식에 대한 일반 해를 찾아야 하는 것처럼 보이기 때문에 한동안 불가능하다고 여겨졌다. 그러나 디트리히의 근사화 체계(로벨리의 아이디어를 기반으로 함)에 포함된 아이디어를 사용하여 적어도 원칙적으로는 명시적으로 구현하는 방법으로 축소된 페이즈 공간 양자화가 실행 가능해졌다.
Avshalom Elitzur 와 Shahar Dolev는 Quantum Liar와 같은 양자 역학 실험이 일관성 없는 연대기의 증거를 제공하며, 따라서 시공간 자체가 전체 연대기에 영향을 미치는 변화의 대상이 될 수 있다고 주장한다. Elitzur와 Dolev는 또한 시간과 상대성 이론의 객관적인 흐름이 조화될 수 있으며, 블록 우주와 상대성 이론과 양자 역학 사이의 충돌과 관련된 많은 문제를 해결할 것이라고 믿는다.
리 스몰린이 제안한 시간의 문제에 대한 한 가지 해결책은 현재의 두 사건이 서로 인과적으로 관련될 수 있는 사건의 "두꺼운 현재"가 존재한다는 것이다. 모든 시간은 영원히 존재한다. 마리나 코르테스와 리 스몰린은 이산 동적 물리 계의 특정 클래스가 객관적인 시간 경과와 일치하는 시간 비대칭성과 비가역성을 입증한다고 주장한다.

## 규모 불변 양자중력에서 바일 시간
루프 양자중력의 이미르치 모호성과 소립자 표준 모형의 거의 등각적인 불변성에 동기를 부여받은 찰스 왕(Charles Wang)과 동료들은 시간의 문제가 중력-물질 계의 기본 척도 불변성과 관련될 수 있다고 주장했다. 기본 결합의 계층 문제를 해결하기 위해 규모 불변성(scale invariance)도 제안되었다. 전역 연속 대칭으로서 스케일 불변성은 뇌터 정리에 따라 변환된 바일 흐름을 생성한다. 규모 불변 우주론 모델에서 이 바일 흐름은 자연스럽게 조화적 시간을 발생시킨다. 루프 양자 중력의 맥락에서 찰스 왕 등은 규모 불변성이 양자화된 시간의 존재로 이어질 수 있다고 제안한다.

## 열 시간 가설
일반적으로 공변 이론에는 모든 것이 진화하는 것과 관련하여 구별되는 물리적 시간에 대한 개념이 없다. 그러나 이론의 완전한 정식화와 해석에는 필요하지 않다. 동역학적 법칙은 예측하기에 충분한 상관 관계에 의해 결정된다. 그러나 시간에 대한 친숙한 개념이 시간을 초월한 구조에서 어떻게 결국 우리가 살고 있는 거시적 세계와 우리의 의식적 경험의 중요한 요소가 되는지 설명하는 메커니즘이 필요하다.
열 시간 가설은 고전적 이론과 양자 이론 모두에서 카를로 로벨리와 알랭 콘느에 의해 이 문제에 대한 가능한 해결책으로 제시되었다. 그것은 물리적 시간 흐름이 이론의 선험적으로 주어진 기본 속성이 아니라, 열역학적 기원의 거시적 특징이라고 가정한다.

## 더 읽어보기
- 《시간은 흐르지 않는다》, 카를로 로벨리 저
- Time Reborn, 리 스몰린 저
- The Singular Universe and the Reality of Time, 리 스몰린과 Roberto Mangabeira Unger 저